# Don Ameche
Don Ameche, született Dominic Felix Amici (Kenosha, Wisconsin, 1908. május 31. – Scottsdale, Arizona, 1993. december 6.) Oscar-díjas amerikai színész.

## Élete
Don Ameche 1908. május 31-én látta meg a napvilágot, a Wisconsin állambeli Kenosha városában. Már egészen fiatal korában színészkedett és hamar felfigyeltek tehetségére. Az 1930-as évek végén kapta első filmszerepeit és a negyvenes évek közepéig minden évre jutott számára egy-egy főszerep. Ezek után azonban egy hosszas szünet állt be a színész pályafutásában, és egészen a hetvenes évekig nem szerepelt jelentős filmekben.
Pályája a nyolcvanas évektől kezdett fellendülni, és néhány nevesebb alkotásban is szerephez jutott, mint mellékszereplő. Több tévés produkcióhoz is a nevét adta, korábban például a nagy sikerű Columbo sorozatban is vendégszerepelt. 1985-ben Ron Howard rendező fantáziafilmjében, a Selyemgubó című mozifilmben kapott szerepet Steve Guttenberg oldalán. A következő évben Oscar-díjjal jutalmazták a veterán színészt. Három évvel később a film folytatásában is játszott. Közben pedig a Velencei Nemzetközi Filmfesztiválról is elvitte a legjobb színésznek járó díjat, az Egyszer fent, egyszer lent című film főszerepével.
Utolsó jelentősebb munkája a Sylvester Stallone nevével fémjelzett Oscar (1991) című komédia volt, melyben egy kisebb szerepet játszott el. Életének utolsó filmje a Ray Liotta és Whoopi Goldberg főszereplésével készült Corinna, Corinna (1994) volt.

## Halála
1993. december 6-án, halt meg prosztatarákban, a fia Don Jr. házában, az arizonai Scottsdale-ben. 85 éves volt. Halála után elhamvasztották. Sírja az iowai Asburyben, a Resurrection katolikus temetőben található.

## Filmjei
- 1994 – Corinna, Corinna (Corinna, Corinna) - Harry nagypapa
- 1993 – Úton hazafelé – Egy hihetetlen utazás (Homeward Bound: The Incredible Journey) - Árnyék (szinkronhang)
- 1992 – Dilis bagázs (Folks!) - Harry Aldrich
- 1992 – Sunstroke (TV film) - Jake
- 1991 – Oscar (Oscar) - Clemente atya
- 1990 – Az Istenek megint a fejükre estek (Oddball Hall) - G. Paul Siebriese
- 1988 – Selyemgubó 2. - A visszatérés (Cocoon: The Return) - Arthur 'Art' Selwyn
- 1988 – Egyszer fent, egyszer lent (Things Change) - Gino
- 1987 – Haverok (TV film) (Pals) - Art Riddle
- 1987 – Óriásláb esete Hendersonékkal (Harry and the Hendersons) - Dr. Wallace Wrightwood
- 1986 – A gyilkosság egy mesterműve (TV film) (A Masterpiece of Murder) - Frank Aherne
- 1985 – Selyemgubó (Cocoon) - Arthur 'Art' Selwyn
- 1984 – Ne a gyerekek előtt (TV film) (Not in Front of the Kids) - Ben Rosen
- 1983 – Szerepcsere (Trading Places) - Mortimer Duke
- 1971 – Columbo – Képek keret nélkül (TV film) (Columbo: Suitable for Framing) - Frank Simpson
- 1970 – Tegyük fel, hogy adtak egy háborút és senki nem jött (Suppose They Gave a War and Nobody Came ) - Flanders ezredes
- 1943 – Heaven Can Wait - Henry Van Cleve
- 1941 – Nőies érintés (The Feminine Touch) - John Hathaway professzor
- 1939 – A három testőr (The Three Musketeers) - D'Artagnan
- 1939 – Éjfél (Midnight) - Czerny Tibor
- 1939 – Alexander Graham Bell - címszereplő
- 1988 - Amerikába jöttem (Comming to America) - Mortimer Duke (A hajléktalan)

## Fordítás
- Ez a szócikk részben vagy egészben  a   Don Ameche című angol Wikipédia-szócikk fordításán alapul.  Az eredeti cikk szerkesztőit annak laptörténete sorolja fel. Ez a jelzés csupán a megfogalmazás eredetét és a szerzői jogokat jelzi, nem szolgál a cikkben szereplő információk forrásmegjelöléseként.